# Тријандрија
Тријандрија (грч. Τριανδρία) је градско насеље Солуна, Грчка. Административно припада општини Солун. Према попису из 2021. године било је 9.428 становника.
Насеље је подигнуто после 1922. године где су насељене грчке избегличке породице. Први пут се помиње на попису из 1928. године са 3.500 становника.